# Sky Police
Sky Police, llamado Policía del cielo en Hispanoamérica y en España, es un episodio perteneciente a la vigesimosexta temporada de la serie animada Los Simpson, emitido el 8 de marzo de 2015 en EE. UU. El episodio fue escrito por Matt Selman y dirigido por Rob Oliver.  

## Sinopsis
El Jefe Wiggum recibe por error un jet pack militar, que él acepta alegremente y utiliza con el fin de luchar contra el crimen. Pero cuando el jet pack se estrella en la iglesia, la congregación, dirigida por Marge, debe recurrir a los juegos de azar y de conteo de cartas con el fin de recaudar dinero para reparar la iglesia.

## Recepción

### Crítica
Dennis Perkins de The A.V. Club dijo: 

«Este es otro ejemplo desalentador de la serie, hay risas perezosas en lugar de encontrar algo inesperado en la premisa cómica de un episodio. En cambio, el Jefe Wiggum consigue un jet pack».

### Audiencia
El episodio recibió un rating de 1.6 y fue visto por 3.790.000 televidentes.